# Tamale, Ghana
Tamale là một thành phố Ghana, thuộc vùng Bắc Ghana. Dân số ước tính năm 2007 là 390.730 người, là thành phố lớn thứ ba quốc gia này, sau thủ đô Accra và Kumasi.  Thành phố có cự ly 600 km về phía bắc Accra.  Dân cư chủ yếu là người Dagomba nói tiếng Dagbani và theo đạo Hồi, trong thành phố có nhiều nhà thờ Hồi giáo.

## Khí hậu
Tamale có khí hậu xavan. 
| Dữ liệu khí hậu của Tamale               | Dữ liệu khí hậu của Tamale | Dữ liệu khí hậu của Tamale | Dữ liệu khí hậu của Tamale | Dữ liệu khí hậu của Tamale | Dữ liệu khí hậu của Tamale | Dữ liệu khí hậu của Tamale | Dữ liệu khí hậu của Tamale | Dữ liệu khí hậu của Tamale | Dữ liệu khí hậu của Tamale | Dữ liệu khí hậu của Tamale | Dữ liệu khí hậu của Tamale | Dữ liệu khí hậu của Tamale | Dữ liệu khí hậu của Tamale |
| Tháng                                    | 1                          | 2                          | 3                          | 4                          | 5                          | 6                          | 7                          | 8                          | 9                          | 10                         | 11                         | 12                         | Năm                        |
| ---------------------------------------- | -------------------------- | -------------------------- | -------------------------- | -------------------------- | -------------------------- | -------------------------- | -------------------------- | -------------------------- | -------------------------- | -------------------------- | -------------------------- | -------------------------- | -------------------------- |
| Cao kỉ lục °C (°F)                       | 40.0 (104.0)               | 41.5 (106.7)               | 42.7 (108.9)               | 42.8 (109.0)               | 40.2 (104.4)               | 37.8 (100.0)               | 35.6 (96.1)                | 35.4 (95.7)                | 34.8 (94.6)                | 38.2 (100.8)               | 39.2 (102.6)               | 38.6 (101.5)               | 42.8 (109.0)               |
| Trung bình ngày tối đa °C (°F)           | 35.4 (95.7)                | 36.9 (98.4)                | 37.1 (98.8)                | 35.4 (95.7)                | 33.6 (92.5)                | 31.1 (88.0)                | 29.8 (85.6)                | 29.2 (84.6)                | 29.9 (85.8)                | 32.2 (90.0)                | 34.8 (94.6)                | 34.9 (94.8)                | 33.4 (92.1)                |
| Trung bình ngày °C (°F)                  | 27.9 (82.2)                | 30.1 (86.2)                | 30.9 (87.6)                | 29.8 (85.6)                | 28.6 (83.5)                | 26.8 (80.2)                | 26.0 (78.8)                | 25.8 (78.4)                | 25.9 (78.6)                | 27.3 (81.1)                | 28.2 (82.8)                | 27.5 (81.5)                | 27.9 (82.2)                |
| Tối thiểu trung bình ngày °C (°F)        | 20.4 (68.7)                | 22.8 (73.0)                | 24.6 (76.3)                | 24.6 (76.3)                | 23.6 (74.5)                | 22.5 (72.5)                | 22.1 (71.8)                | 21.9 (71.4)                | 21.8 (71.2)                | 21.9 (71.4)                | 21.6 (70.9)                | 20.3 (68.5)                | 22.3 (72.1)                |
| Thấp kỉ lục °C (°F)                      | 15.0 (59.0)                | 16.1 (61.0)                | 18.9 (66.0)                | 19.4 (66.9)                | 18.9 (66.0)                | 18.9 (66.0)                | 18.3 (64.9)                | 18.9 (66.0)                | 18.9 (66.0)                | 18.9 (66.0)                | 16.1 (61.0)                | 13.9 (57.0)                | 13.9 (57.0)                |
| Lượng Giáng thủy trung bình mm (inches)  | 4 (0.2)                    | 12 (0.5)                   | 48 (1.9)                   | 88 (3.5)                   | 112 (4.4)                  | 146 (5.7)                  | 142 (5.6)                  | 198 (7.8)                  | 231 (9.1)                  | 92 (3.6)                   | 14 (0.6)                   | 3 (0.1)                    | 1.090 (42.9)               |
| Số ngày giáng thủy trung bình (≥ 0.3 mm) | 1                          | 1                          | 4                          | 7                          | 10                         | 12                         | 13                         | 15                         | 19                         | 12                         | 2                          | 1                          | 97                         |
| Độ ẩm tương đối trung bình (%)           | 27                         | 32                         | 45                         | 61                         | 70                         | 77                         | 80                         | 79                         | 80                         | 74                         | 59                         | 40                         | 60                         |
| Số giờ nắng trung bình tháng             | 266.6                      | 237.3                      | 251.1                      | 231.0                      | 248.0                      | 204.0                      | 161.2                      | 139.5                      | 156.0                      | 260.4                      | 282.0                      | 272.8                      | 2.709,9                    |
| Số giờ nắng trung bình ngày              | 8.6                        | 8.4                        | 8.1                        | 7.7                        | 8.0                        | 6.8                        | 5.2                        | 4.5                        | 5.2                        | 8.4                        | 9.4                        | 8.8                        | 7.4                        |
| Nguồn: Deutscher Wetterdienst            |                            |                            |                            |                            |                            |                            |                            |                            |                            |                            |                            |                            |                            |

## Đô thị kết nghĩa
Tamale kết nghĩa với:
- Louisville, Kentucky, Hoa Kỳ[5]
- Fada N'gourma, Burkina Faso[6]
- Niamey, Niger[7]

## Người nổi tiếng
- Mubarak Wakaso (sinh 1990) – cầu thủ bóng đá
- Haruna Iddrisu (sinh 1970) – chính trị gia[8]
- Abdul Majeed Waris (sinh 1991) – cầu thủ bóng đá[9]

## Hình ảnh

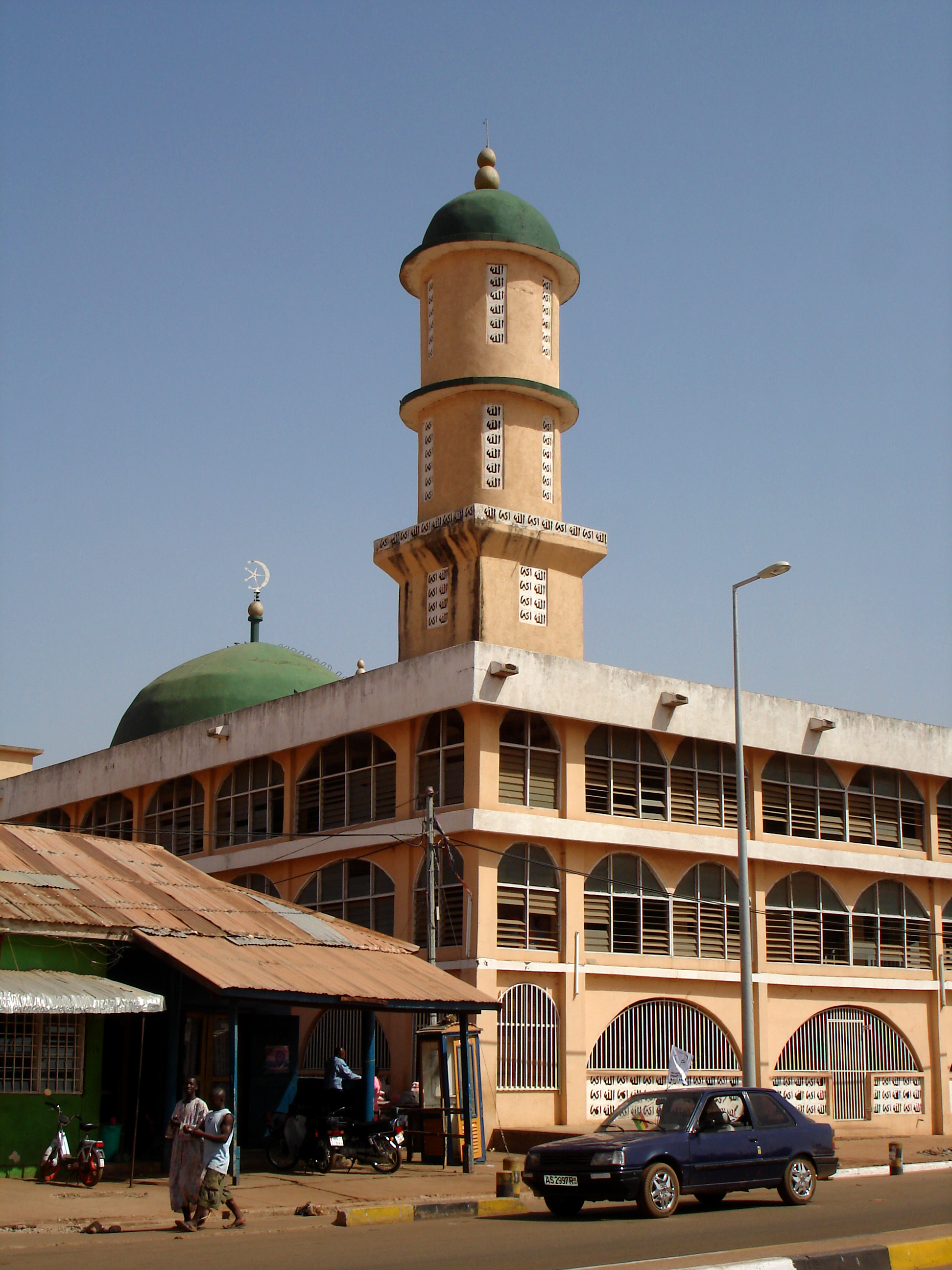
Nhà thờ Hồi giáo
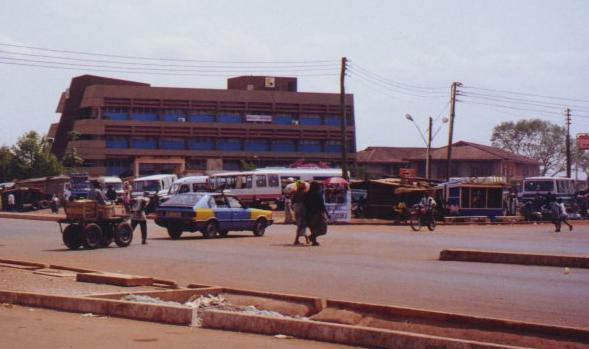
Ngân hàng Tamale
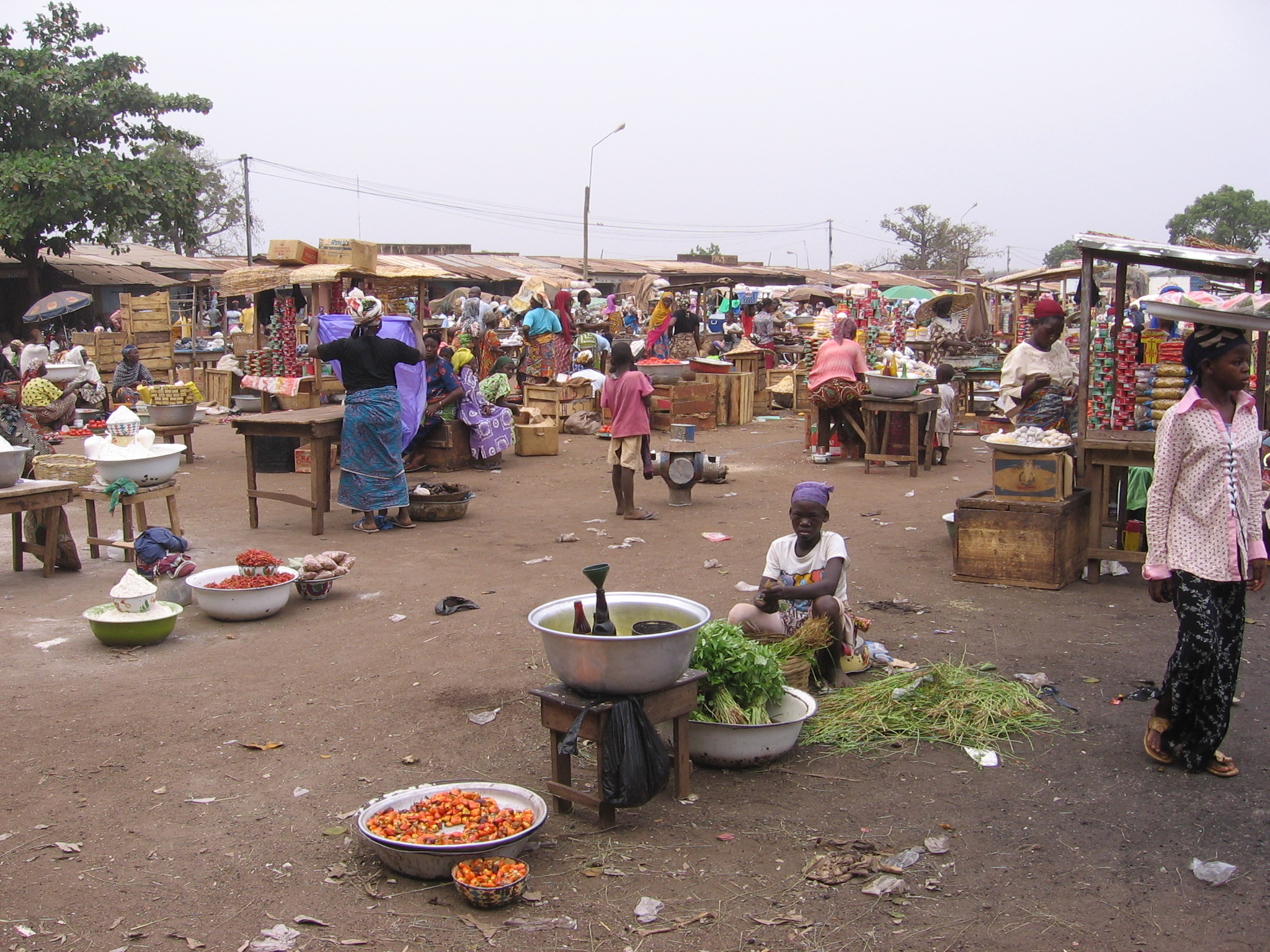
Khu chợ
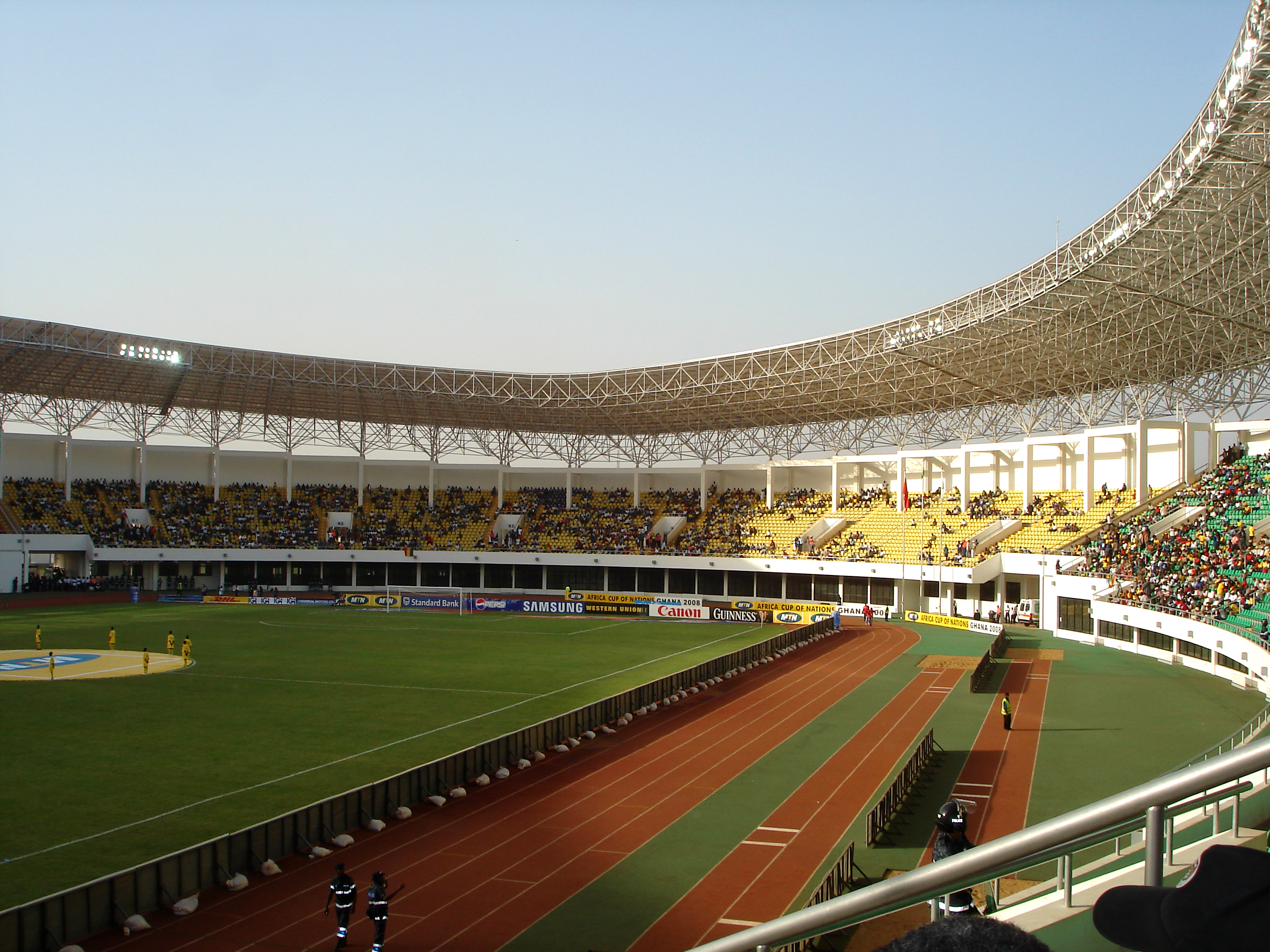
Sân vận động